# セグノサウルス
セグノサウルス（学名：Segnosaurus）は、モンゴル国のウムヌゴビ県で化石が発見された、テリジノサウルス科に属する獣脚類の恐竜の属。化石はゴビ砂漠に分布するバインシレ層で産出しており、後期白亜紀の前期に生息していたと見られる。1979年に古生物学者アルタンゲレル・ペルレにより記載・命名されており、属名は「のろまなトカゲ」を意味する。タイプ種はセグノサウルス・ガルビネンシス（Segnosaurus galbinensis）。
テリジノサウルス科の中では大型の属であり、推定全長が6メートルに達し、推定体重が約1.3トンから約1.5トンにおよぶ。同じくバインシレ層で化石が産出したエルリコサウルスと比較すると歯が大型で少なく、また頬が左右に発達しない。前方が大型化した特殊な形状の骨盤を有しており、また後肢の末節骨（爪）が発達している。
かつてはセグノサウルス科と呼ばれる科のタイプ属に指定されており、また竜盤類にも鳥盤類にも分類されない恐竜の第三の目として配置されたこともあった。このような分類の混乱があったのち、現在テリジノサウルス科あるいはテリジノサウルス上科に分類されている分類群の化石記録が充実したことにより、そうした属との類縁が示唆されている。